# Kloster San Martino al Cimino

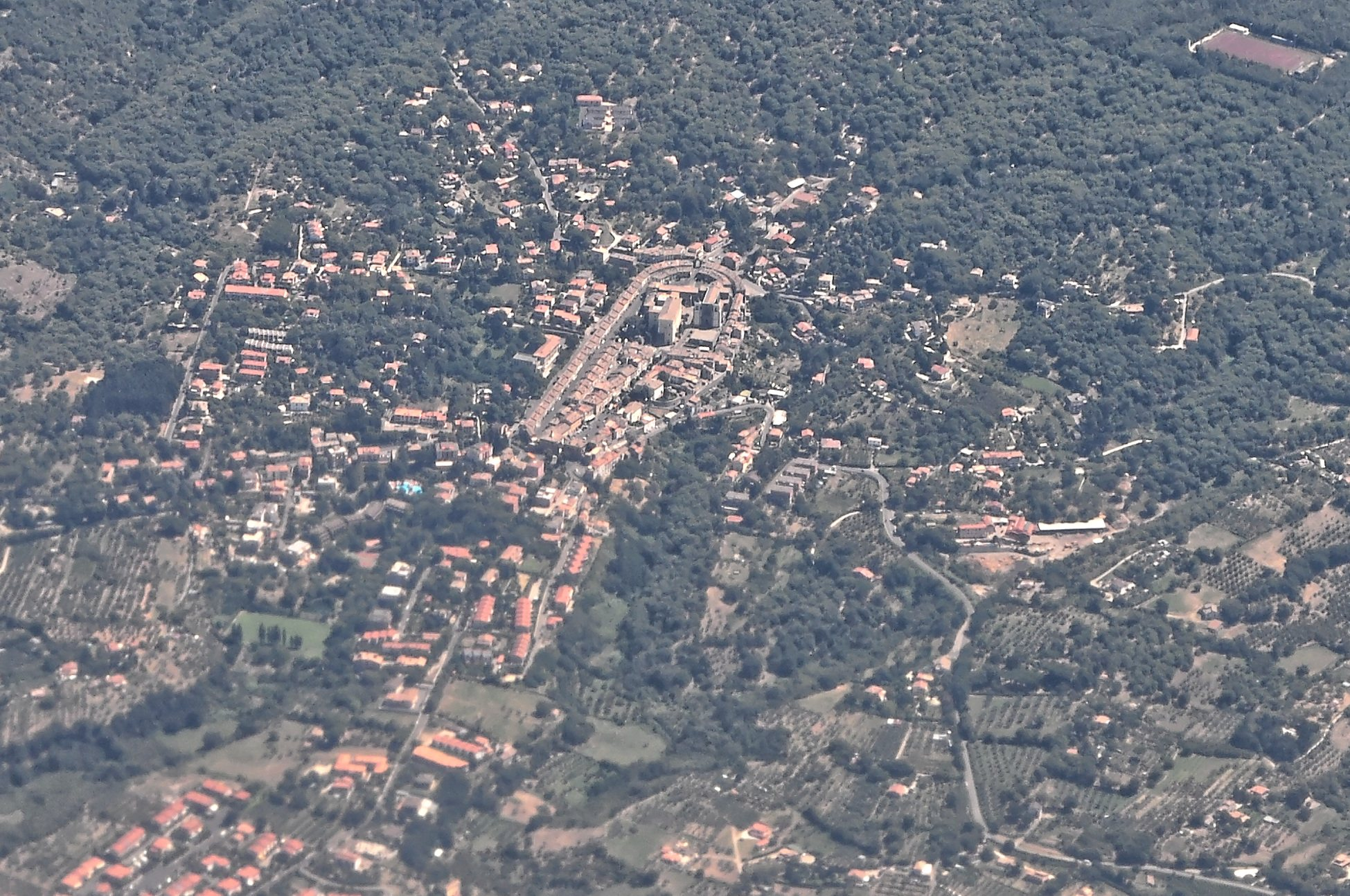
Das Kloster von oben

Das Kloster San Martino al Cimino (lateinisch Abbatia Sancti Martini ad Montem Ciminum) ist eine ehemalige exemte Zisterzienserabtei in Latium, Italien. Es liegt im Ortsteil San Martino al Cimino der Stadt Viterbo in der gleichnamigen Provinz, rund 6 km südlich des Zentrums von Viterbo, am Nordrand der Monti Cimini, an der Pilgerstraße Via Francigena.

## Geschichte
Die Kirche San Martino auf dem Berg Fogliano wird erstmals im Jahr 838 anlässlich ihrer Schenkung von 833 an den Abt von Farfa erwähnt. Um die Kirche entwickelte sich ein kleiner Benediktinerkonvent, der bald an die Stelle des späteren Klosters verlegt wurde. 1073 stellte Papst Gregor VII. das Klosterleben wieder her. Im Jahr 1145 übertrug Papst Eugen III. das Kloster dem Zisterzienserorden. Der Gründungskonvent kam 1150 aus der Zisterzienserabtei Saint-Sulpice in Savoyen. Richtig entfalten konnte sich das zisterziensische Leben in San Martino aber erst nach einer Neubeschickung mit Mönchen unter dem Abt Pietro aus der Primarabtei Pontigny im Jahr 1207, deren Filiation auch Saint-Sulpice angehörte. Mit Ausstattungen durch Papst Innozenz II. wurde 1225 der Wiederaufbau des Klosters und der Abteikirche in Angriff genommen, der sich aber bis zum Ende des Jahrhunderts hinzog. Die Kirche konnte nach 1257 vollendet werden. In dieser Zeit erhielt die Abtei auch weitgehende Exemtion vom Diözesanbischof. Die Güter des eingegangenen Klosters Santa Maria di Sala gingen 1257 auf das Kloster San Martino al Cimino über. Spätestens 1305 war auch der Klosterbau vollendet. Um 1320 wurde die Abtei von Silvestro Gatti, dem Herrn von Viterbo, geplündert. 1329 kehrten einige Mönche zurück. Jedoch wurde das Kloster schon 1379/80 in Kommende gegeben, die zunächst nur bis 1452 dauerte. 1445 übergab Papst Eugen IV. das Kloster den Olivetanern. Allerdings fiel es schon 1461 wieder in Kommende und Kommendatarabt wurde der spätere Papst Pius III. 1564 wurde die Abtei von Pius IV. dem Kapitel von St. Peter im Vatikan inkorporiert, die Kirche wurde zur Pfarrkirche. 1645 ging das Kloster vom Domkapitel des Petersdoms in den Besitz der Familie Pamphilij über, zu welcher die Schwägerin von Papst Innozenz X., Olimpia Maidalchini Pamphilij, gehörte. In der Folge wurde das Kloster restauriert und die zwei Fassadentürme der Kirche sowie ein Palast wurden errichtet. Die Gefreite Abtei bestand als selbständiges Territorium noch bis zum 2. Mai 1936 und wurde danach dem Bistum Viterbo inkorporiert. Seither trägt der Bischof von Viterbo den Abtstitel von San Martino.

## Anlage und Bauten
Die im 17. Jahrhundert teilweise erneuerte Kirche in Form eines lateinischen Kreuzes wurde wohl am Anfang des 13. Jahrhunderts begonnen. Zunächst wurden der Chor und das nördliche Querschiff errichtet. Das Langhaus ist dreischiffig mit vier quadratischen Jochen im Mittelschiff und acht rechteckigen Jochen in den Seitenschiffen. Das Querschiff ist dreijochig mit vier rechteckigen Kapellen, von denen je zwei das (in der Zisterzienserarchitektur in Italien einmalige) fünfeckig geschlossene Presbyterium einfassen. Die Kirche ist überwiegend kreuzrippengewölbt. Von dem kleinen Dachreiter über der Vierung sind nur die Fundamentbögen erhalten. Die Fassade wurde im 17. Jahrhundert von zwei Türmen flankiert, wohl auch, um sie zu stabilisieren. Sie weist neben einem gotischen Fenster auch das Portal auf. Von den nördlich (links) von der Kirche gelegenen Gebäuden der Klausur haben sich nach dem Bau des Palasts im Wesentlichen nur der dreijochige kreuzgratgewölbte Kapitelsaal, das zweischiffige Refektorium und Reste des Kreuzgangs erhalten.